# National Volleyball Association 2023
La National Volleyball Association 2023 si è svolta dal 7 aprile al 30 luglio 2023: al torneo hanno partecipato 12 squadre di club statunitensi e la vittoria finale è andata per la seconda volta agli OC Stunners. 

## Regolamento

### Formula
Le dieci squadre partecipanti hanno disputato una regular season con un round-robin diviso in cinque eventi, nel quale vengono divise in due conference, a loro volta divise in due division da tre squadre ciascuna. Il calendario prevede che ciascuna squadra, nel corso dei cinque eventi, disputi dieci incontri secondo i seguenti criteri:
- Due contro entrambe le formazioni della propria division, per un totale di quattro incontri;
- Uno contro le ciascuna formazione della propria conference, per un totale di tre incontri;
- Tre contro tre delle sei formazioni dell'altra conference.

Al termine della prima fase:
- Le vincitrici di ciascuna division hanno avuto accesso ai play-off scudetto insieme alle restanti migliori due formazioni di ciascuna conference, dove vengono accoppiate col metodo della serpentina incrociato tra le due conference (ossia le prime di ciascuna conference affrontano la quarta dell'altra e la seconde di ciascuna conference affrontano la terza dell'altra).

### Criteri di classifica
Se il risultato finale è stato di 3-0 sono stati assegnati 5 punti alla squadra vincente e 0 a quella sconfitta, se il risultato finale è stato di 3-1 sono stati assegnati 4 punti alla squadra vincente e 1 a quella sconfitta, se il risultato finale è stato di 3-2 sono stati assegnati 3 punti alla squadra vincente e 2 a quella sconfitta.
L'ordine del posizionamento in classifica è stato definito in base a:
- Numero di partite vinte;
- Ratio dei set vinti/persi;
- Ratio dei punti realizzati/subiti;
- Risultati degli scontri diretti;
- Classifica avulsa.

## Squadre partecipanti
Alla NVA 2023 partecipano dodici franchigie statunitensi. Delle squadre aventi diritto di partecipazione:
- I Colorado Kraken hanno rinunciato ai propri diritti di partecipazione.
- I Dallas Tornadoes hanno rinunciato ai propri diritti di partecipazione.
- I Seattle Sasquatch hanno rinunciato ai propri diritti di partecipazione.

L'organico è stato quindi completato da tre franchigie di nuova espansione, i Philadelphia Founders, i Puerto Rico Pythons e i San Diego Wild.
| Club                  | Stagione | Città            | Stagione precedente                                                 |
| --------------------- | -------- | ---------------- | ------------------------------------------------------------------- |
| Chicago Untouchables  | dettagli | Evergreen Park   | 5ª in NVA (National Conference)                                     |
| IE Matadors           | dettagli | Rancho Cucamonga | 5ª in NVA (American Conference)                                     |
| LA Blaze              | dettagli | Long Beach       | 4ª in NVA (National Conference); quarti di finale play-off scudetto |
| Las Vegas Ramblers    | dettagli | Las Vegas        | 1ª in NVA (American Conference); Campioni NVA                       |
| OC Stunners           | dettagli | Costa Mesa       | 3ª in NVA (National Conference), finale play-off scudetto           |
| Philadelphia Founders | dettagli | Filadelfia       | -                                                                   |
| Puerto Rico Pythons   | dettagli | San Juan         | -                                                                   |
| San Diego Wild        | dettagli | San Diego        | -                                                                   |
| Southern Exposure     | dettagli | Gainesville      | 3ª in NVA (American Conference); quarti di finale play-off scudetto |
| Team Freedom          | dettagli | Fairfield        | 1ª in NVA (National Conference); 4ª ai play-off scudetto            |
| Texas Tyrants         | dettagli | Lewisville       | 2ª in NVA (National Conference); 3ª ai play-off scudetto            |
| Utah Stingers         | dettagli | Provo            | 2ª in NVA (American Conference); quarti di finale play-off scudetto |

### Divisione
| American Conference       | American Conference       | National Conference       | National Conference       |
| American Central Division | American Coastal Division | National Central Division | National Coastal Division |
| ------------------------- | ------------------------- | ------------------------- | ------------------------- |
| Philadelphia Founders     | IE Matadors               | Chicago Untouchables      | OC Stunners               |
| San Diego Wild            | Las Vegas Ramblers        | LA Blaze                  | Puerto Rico Pythons       |
| Utah Stingers             | Southern Exposure         | Texas Tyrants             | Team Freedom              |

## Impianti
|                                                                                   |                                                                    |  |
| LBCC Hall of Champions Gymnasium Città: Long Beach Capienza: ? Anno d'apertura: ? | Artesia HIgh School Città: Lakewood Capienza: ? Anno d'apertura: ? |  |

## Torneo

### Regular season

#### Risultati
| Evento 1 |                              |     |                                   |
|          |                              |     |                                   |
| 07-04    | Matadors - Southern Exposure | 1-3 | 17-25, 25-23, 21-25, 17-25        |
| 07-04    | Stingers - Wild              | 1-3 | 23-25, 23-25, 27-25, 16-25        |
| 08-04    | Tyrants - Untouchables       | 3-0 | 26-22, 25-16, 25-20               |
| 08-04    | Pythons - Stunners           | 2-3 | 21-25, 16-25, 26-24, 25-22, 12-15 |
| 08-04    | Team Freedom - Pythons       | 3-0 | 25-16, 25-22, 25-13               |
| 08-04    | Founders - Stingers          | 0-3 | 29-31, 12-25, 18-25               |
| 09-04    | Blaze - Tyrants              | 1-3 | 22-25, 19-25, 25-21, 17-25        |
| 09-04    | Southern Exposure - Ramblers | 1-3 | 21-25, 25-19, 24-26, 26-28        |
| 09-04    | Wild - Founders              | 3-0 | 28-26, 25-22, 25-20               |
| 09-04    | Untouchables - Blaze         | 3-2 | 23-25, 22-25, 25-23, 26-24, 15-12 |
| 10-04    | Stunners - Team Freedom      | 1-3 | 15-25, 24-26, 25-20, 26-28        |
| 10-04    | Ramblers - Matadors          | 2-3 | 25-16, 19-25, 25-17, 16-25, 13-15 |

| Evento 2 |                              |     |                                   |
|          |                              |     |                                   |
| 05-05    | Matadors - Pythons           | 3-1 | 25-19, 19-25, 25-17, 25-23        |
| 05-05    | Stunners - Untouchables      | 3-1 | 25-23, 22-25, 25-23, 29-27        |
| 06-05    | Tyrants - Founders           | 3-1 | 26-24, 22-25, 28-26, 25-20        |
| 06-05    | Wild - Ramblers              | 0-3 | 21-25, 37-39, 20-25               |
| 06-05    | Team Freedom - Blaze         | 3-0 | 25-19, 25-22, 25-18               |
| 06-05    | Southern Exposure - Stunners | 1-3 | 18-25, 25-19, 21-25, 16-25        |
| 07-05    | Founders - Matadors          | 3-1 | 25-19, 25-14, 25-27, 25-21        |
| 07-05    | Untouchables - Stingers      | 2-3 | 25-20, 25-11, 23-25, 19-25, 13-15 |
| 07-05    | Pythons - Tyrants            | 0-3 | 15-25, 20-25, 20-25               |
| 07-05    | Ramblers - Team Freedom      | 3-2 | 20-25, 22-25, 25-15, 25-22, 15-13 |
| 08-05    | Stingers - Southern Exposure | 3-0 | 28-26, 25-20, 25-23               |
| 08-05    | Blaze - Wild                 | 0-3 | 25-27, 22-25, 18-25               |

| Evento 3 |                                  |     |                                   |
|          |                                  |     |                                   |
| 27-05    | Untouchables - Founders          | 3-0 | 25-21, 25-18, 25-22               |
| 27-05    | Matadors - Stingers              | 2-3 | 25-21, 18-25, 28-26, 25-27, 5-15  |
| 28-05    | Southern Exposure - Wild         | 1-3 | 24-26, 28-26, 23-25, 23-25        |
| 28-05    | Ramblers - Pythons               | 3-0 | 25-18, 25-17, 25-20               |
| 28-05    | Stingers - Blaze                 | 3-1 | 25-17, 24-26, 25-16, 25-20        |
| 28-05    | Pythons - Untouchables           | 3-1 | 29-27, 23-25, 25-20, 25-19        |
| 29-05    | Tyrants - Team Freedom           | 3-2 | 35-37, 19-25, 25-18, 25-21, 15-9  |
| 29-05    | Stunners - Matadors              | 3-0 | 25-15, 25-23, 25-17               |
| 29-05    | Team Freedom - Southern Exposure | 2-3 | 25-20, 23-25, 25-16, 23-25, 16-18 |
| 29-05    | Founders - Ramblers              | 1-3 | 25-23, 19-25, 14-25, 15-25        |
| 30-05    | Wild - Tyrants                   | 0-3 | 23-25, 22-25, 26-28               |
| 30-05    | Blaze - Stunners                 | 0-3 | 14-25, 13-25, 14-25               |

| Evento 4 |                              |     |                            |
|          |                              |     |                            |
| 23-06    | Blaze - Founders             | 3-1 | 25-20, 25-23, 23-25, 25-21 |
| 23-06    | Southern Exposure - Pythons  | 0-3 | 20-25, 25-27, 22-25        |
| 24-06    | Ramblers - Stingers          | 3-0 | 25-19, 25-23, 25-22        |
| 24-06    | Tyrants - Stunners           | 0-3 | 20-25, 20-25, 20-25        |
| 24-06    | Matadors - Wild              | 0-3 | 18-25, 22-25, 16-25        |
| 24-06    | Stingers - Tyrants           | 0-3 | 13-25, 25-27, 22-25        |
| 25-06    | Stunners - Ramblers          | 3-1 | 24-26, 25-17, 25-16, 25-23 |
| 25-06    | Untouchables - Team Freedom  | 0-3 | 0-25, 0-25, 0-25           |
| 25-06    | Founders - Southern Exposure | 0-3 | 23-25, 22-25, 10-25        |
| 25-06    | Pythons - Blaze              | 3-0 | 25-22, 25-23, 25-18        |
| 26-06    | Team Freedom - Matadors      | 3-1 | 29-31, 28-26, 25-17, 25-22 |
| 26-06    | Wild - Untouchables          | 3-0 | 25-0, 25-0, 25-0           |

| \| Evento 5 \| \| \| \| \| \| \| \| \| \| 07-07 \| Ramblers - Matadors \| 3-0 \| 25-23, 25-19, 25-21 \| \| 07-07 \| Stingers - Wild \| 3-2 \| 21-25, 23-25, 25-21, 25-23, 15-10 \| \| 08-07 \| Stunners - Team Freedom \| 3-2 \| 20-25, 30-28, 25-18, 23-25, 15-11 \| \| 08-07 \| Untouchables - Blaze \| 0-3 \| 0-25, 0-25, 0-25 \| \| 08-07 \| Team Freedom - Pythons \| 3-2 \| 28-30, 25-16, 25-20, 24-26, 15-8 \| \| 08-07 \| Southern Exposure - Ramblers \| 1-3 \| 19-25, 25-22, 20-25, 17-25 \| \| 08-07 \| Blaze - Tyrants \| 0-3 \| 20-25, 20-25, 18-25 \| \| 09-07 \| Wild - Founders \| 3-0 \| 25-19, 25-16, 25-16 \| \| 09-07 \| Matadors - Southern Exposure \| 3-0 \| 27-25, 25-22, 25-22 \| \| 09-07 \| Founders - Stingers \| 1-3 \| 25-18, 23-25, 22-25, 20-25 \| \| 10-07 \| Pythons - Stunners \| 3-2 \| 27-29, 25-23, 25-23, 18-25, 15-10 \| \| 10-07 \| Tyrants - Untouchables \| 3-0 \| 25-0, 25-0, 25-0 \| |                              |     |                                   |
| Evento 5 |                              |     |                                   |
| |                              |     |                                   |
| 07-07 | Ramblers - Matadors          | 3-0 | 25-23, 25-19, 25-21               |
| 07-07 | Stingers - Wild              | 3-2 | 21-25, 23-25, 25-21, 25-23, 15-10 |
| 08-07 | Stunners - Team Freedom      | 3-2 | 20-25, 30-28, 25-18, 23-25, 15-11 |
| 08-07 | Untouchables - Blaze         | 0-3 | 0-25, 0-25, 0-25                  |
| 08-07 | Team Freedom - Pythons       | 3-2 | 28-30, 25-16, 25-20, 24-26, 15-8  |
| 08-07 | Southern Exposure - Ramblers | 1-3 | 19-25, 25-22, 20-25, 17-25        |
| 08-07 | Blaze - Tyrants              | 0-3 | 20-25, 20-25, 18-25               |
| 09-07 | Wild - Founders              | 3-0 | 25-19, 25-16, 25-16               |
| 09-07 | Matadors - Southern Exposure | 3-0 | 27-25, 25-22, 25-22               |
| 09-07 | Founders - Stingers          | 1-3 | 25-18, 23-25, 22-25, 20-25        |
| 10-07 | Pythons - Stunners           | 3-2 | 27-29, 25-23, 25-23, 18-25, 15-10 |
| 10-07 | Tyrants - Untouchables       | 3-0 | 25-0, 25-0, 25-0                  |

#### Classifica - American Conference
| Pos. | Squadra               | Pt | G  | V | P | SV | SP | Ratio | PF | PS | Ratio |
| ---- | --------------------- | -- | -- | - | - | -- | -- | ----- | -- | -- | ----- |
| 1    | Las Vegas Ramblers    | 24 | 10 | 8 | 2 | 27 | 11 |       |    |    |       |
| 2    | San Diego Wild        | 22 | 10 | 7 | 3 | 23 | 11 |       |    |    |       |
| 3    | Utah Stingers         | 18 | 10 | 7 | 3 | 22 | 17 |       |    |    |       |
| 4    | IE Matadors           | 9  | 10 | 3 | 7 | 14 | 24 |       |    |    |       |
| 5    | Southern Exposure     | 8  | 10 | 3 | 7 | 13 | 24 |       |    |    |       |
| 6    | Philadelphia Founders | 3  | 10 | 1 | 9 | 7  | 28 |       |    |    |       |

      Ammesse ai play-off scudetto.

#### Classifica - National Conference
| Pos. | Squadra              | Pt | G  | V | P | SV | SP | Ratio | PF | PS | Ratio |
| ---- | -------------------- | -- | -- | - | - | -- | -- | ----- | -- | -- | ----- |
| 1    | Texas Tyrants        | 26 | 10 | 9 | 1 | 27 | 7  |       |    |    |       |
| 2    | OC Stunners          | 23 | 10 | 8 | 2 | 27 | 13 |       |    |    |       |
| 3    | Team Freedom         | 21 | 10 | 6 | 4 | 26 | 16 |       |    |    |       |
| 4    | Puerto Rico Pythons  | 13 | 10 | 4 | 6 | 17 | 21 |       |    |    |       |
| 5    | LA Blaze             | 7  | 10 | 2 | 8 | 10 | 25 |       |    |    |       |
| 6    | Chicago Untouchables | 6  | 10 | 2 | 8 | 10 | 26 |       |    |    |       |

      Ammesse ai play-off scudetto.

### Play-off scudetto
|  | Quarti              | Quarti         |                    |               | Semifinale         | Semifinale |  |  | Finale | Finale |
|  |                     |                |                    |               |                    |            |  |  |        |        |
|  |                     |                |                    |               |                    |            |  |  |        |        |
|  |                     |                |                    |               |                    |            |  |  |        |        |
|  | Las Vegas Ramblers  | 3              |                    |               |                    |            |  |  |        |        |
|  | Las Vegas Ramblers  | 3              |                    |               |                    |            |  |  |        |        |
|  | IE Matadors         | 0              |                    |               |                    |            |  |  |        |        |
|  | IE Matadors         | 0              | Las Vegas Ramblers | 0             |                    |            |  |  |        |        |
|  |                     |                | Las Vegas Ramblers | 0             |                    |            |  |  |        |        |
|  |                     | San Diego Wild | 3                  |               |                    |            |  |  |        |        |
|  | San Diego Wild      | San Diego Wild | 3                  | 3             |                    |            |  |  |        |        |
|  | San Diego Wild      |                |                    | 3             |                    |            |  |  |        |        |
|  | Utah Stingers       | 1              |                    |               |                    |            |  |  |        |        |
|  | Utah Stingers       | 1              | San Diego Wild     | 0             |                    |            |  |  |        |        |
|  |                     |                | San Diego Wild     | 0             |                    |            |  |  |        |        |
|  |                     | OC Stunners    | 3                  |               |                    |            |  |  |        |        |
|  | Texas Tyrants       | OC Stunners    | 3                  | 3             |                    |            |  |  |        |        |
|  | Texas Tyrants       |                |                    | 3             |                    |            |  |  |        |        |
|  | Puerto Rico Pythons | 0              |                    |               |                    |            |  |  |        |        |
|  | Puerto Rico Pythons | 0              | Texas Tyrants      | 0             | 3º posto           | 3º posto   |  |  |        |        |
|  |                     |                | Texas Tyrants      | 0             | 3º posto           | 3º posto   |  |  |        |        |
|  |                     | OC Stunners    | 3                  |               |                    |            |  |  |        |        |
|  | OC Stunners         | OC Stunners    | 3                  | 3             | Las Vegas Ramblers | 1          |  |  |        |        |
|  | OC Stunners         |                |                    | 3             | Las Vegas Ramblers | 1          |  |  |        |        |
|  | Team Freedom        | 1              |                    | Texas Tyrants | 3                  |            |  |  |        |        |
|  | Team Freedom        | 1              |                    |               | 3                  |            |  |  |        |        |
|  |                     |                |                    |               |                    |            |  |  |        |        |
|  |                     |                |                    |               |                    |            |  |  |        |        |

#### Quarti di finale
| \| Gara unica \| \| \| \| \| \| \| \| \| \| 28-07 \| Ramblers - Matadors \| 3-0 \| 25-18, 25-18, 25-17 \| \| 28-07 \| Wild - Stingers \| 3-1 \| 25-20, 22-25, 32-30, 25-19 \| \| 28-07 \| Tyrants - Pythons \| 3-0 \| 25-16, 25-16, 38-36 \| \| 28-07 \| Stunners - Team Freedom \| 3-1 \| 25-18, 24-26, 25-22, 25-20 \| |                         |     |                            |
| Gara unica |                         |     |                            |
| |                         |     |                            |
| 28-07 | Ramblers - Matadors     | 3-0 | 25-18, 25-18, 25-17        |
| 28-07 | Wild - Stingers         | 3-1 | 25-20, 22-25, 32-30, 25-19 |
| 28-07 | Tyrants - Pythons       | 3-0 | 25-16, 25-16, 38-36        |
| 28-07 | Stunners - Team Freedom | 3-1 | 25-18, 24-26, 25-22, 25-20 |

#### Semifinali
| \| Gara unica \| \| \| \| \| \| \| \| \| \| 29-07 \| Ramblers - Wild \| 0-3 \| 19-25, 21-25, 19-25 \| \| 29-07 \| Tyrants - Stunners \| 0-3 \| 22-25, 16-25, 16-25 \| |                    |     |                     |
| Gara unica |                    |     |                     |
| |                    |     |                     |
| 29-07 | Ramblers - Wild    | 0-3 | 19-25, 21-25, 19-25 |
| 29-07 | Tyrants - Stunners | 0-3 | 22-25, 16-25, 16-25 |

#### Finale
| \| Gara unica \| \| \| \| \| \| \| \| \| \| 30-07 \| Wild - Stunners \| 0-3 \| 22-25, 19-25, 19-25 \| |                 |     |                     |
| Gara unica                                                                                            |                 |     |                     |
| |                 |     |                     |
| 30-07                                                                                                 | Wild - Stunners | 0-3 | 22-25, 19-25, 19-25 |

#### Finale 3º posto
| \| Gara unica \| \| \| \| \| \| \| \| \| \| 30-07 \| Ramblers - Tyrants \| 1-3 \| 20-25, 25-21, 20-25, 17-25 \| |                    |     |                            |
| Gara unica |                    |     |                            |
| |                    |     |                            |
| 30-07 | Ramblers - Tyrants | 1-3 | 20-25, 25-21, 20-25, 17-25 |

## Premi individuali
| Premio                | Nome            | Squadra            |
| --------------------- | --------------- | ------------------ |
| MVP                   | Corey Chavers   | OC Stunners        |
| Miglior palleggiatore | Ignacio Roberts | OC Stunners        |
| Miglior opposto       | Jalen Penrose   | Las Vegas Ramblers |
| Miglior schiacciatore | Spencer Olivier | OC Stunners        |
| Miglior schiacciatore | Félix Chapman   | Las Vegas Ramblers |
| Miglior centrale      | Nicholas West   | OC Stunners        |
| Miglior centrale      | Matthew Seifert | Team Freedom       |
| Miglior libero        | Juan Rosa       | Utah Stingers      |

## Statistiche
| Rendimento individuale | Rendimento individuale | Rendimento individuale | Rendimento individuale |
| Pos.                   | Nome                   | Punti                  | Squadra                |
| ---------------------- | ---------------------- | ---------------------- | ---------------------- |
| 1                      | Jair Santiago          | 228                    | Puerto Rico Pythons    |
| 2                      | Jalen Penrose          | 210                    | Las Vegas Ramblers     |
| 3                      | Félix Chapman          | 195                    | Las Vegas Ramblers     |
| 4                      | Jake Langlois          | 177                    | Texas Tyrants          |
| 5                      | Ryan Mather            | 171                    | Texas Tyrants          |
| 6                      | Joseph Norman          | 164                    | Team Freedom           |
| 7                      | Samuel Jackman         | 158                    | Southern Exposure      |
| 8                      | Jared Ray              | 147                    | Team Freedom           |
| 9                      | Johl Awerkamp          | 135                    | San Diego Wild         |
| 10                     | Zachary Meyer          | 128                    | Southern Exposure      |

| Attacchi vincenti | Attacchi vincenti | Attacchi vincenti | Attacchi vincenti   |
| Pos.              | Nome              | Punti             | Squadra             |
| ----------------- | ----------------- | ----------------- | ------------------- |
| 1                 | Jair Santiago     | 194               | Puerto Rico Pythons |
| 2                 | Jalen Penrose     | 210               | Las Vegas Ramblers  |
| 3                 | Jake Langlois     | 153               | Texas Tyrants       |
| 4                 | Félix Chapman     | 149               | Las Vegas Ramblers  |
| 5                 | Joseph Norman     | 141               | Team Freedom        |
| 6                 | Ryan Mather       | 139               | Texas Tyrants       |
| 7                 | Samuel Jackman    | 138               | Southern Exposure   |
| 8                 | Jared Ray         | 128               | Team Freedom        |
| 9                 | Zachary Meyer     | 121               | Southern Exposure   |
| 10                | Johl Awerkamp     | 112               | San Diego Wild      |

| Muri vincenti | Muri vincenti   | Muri vincenti | Muri vincenti      |
| Pos.          | Nome            | Punti         | Squadra            |
| ------------- | --------------- | ------------- | ------------------ |
| 1             | Matthew Seifert | 37            | Team Freedom       |
| 2             | Mikheil Hoyte   | 31            | Utah Stingers      |
| 3             | Kévin Vaz       | 30            | Las Vegas Ramblers |
| 4             | Nicholas West   | 29            | OC Stunners        |
| 5             | Uchenna Ofoha   | 25            | San Diego Wild     |
| 6             | Jorge Mencía    | 24            | Utah Stingers      |
| 7             | Félix Chapman   | 22            | Las Vegas Ramblers |
| 8             | Fabián Rohena   | 21            | Utah Stingers      |
| 8             | Jalen Penrose   | 21            | Las Vegas Ramblers |
| 10            | Ryan Mather     | 20            | Texas Tyrants      |

| Battute vincenti | Battute vincenti | Battute vincenti | Battute vincenti    |
| Pos.             | Nome             | Punti            | Squadra             |
| ---------------- | ---------------- | ---------------- | ------------------- |
| 1                | Jalen Penrose    | 26               | Las Vegas Ramblers  |
| 2                | Félix Chapman    | 24               | Las Vegas Ramblers  |
| 3                | Austin Matautia  | 20               | Texas Tyrants       |
| 3                | Nicholas West    | 20               | OC Stunners         |
| 5                | Jair Santiago    | 18               | Puerto Rico Pythons |
| 5                | Corey Chavers    | 18               | OC Stunners         |
| 7                | Cesar Medina     | 16               | IE Matadors         |
| 7                | Spencer Olivier  | 16               | OC Stunners         |
| 9                | Jake Langlois    | 15               | Texas Tyrants       |
| 10               | Ryan Mather      | 12               | Texas Tyrants       |
| 10               | Matthew Hilling  | 12               | OC Stunners         |